# Monte Morelos
Monte Morelos är en ort i Mexiko.   Den ligger i kommunen Tuxpan och delstaten Veracruz, i den sydöstra delen av landet, 230 km nordost om huvudstaden Mexico City. Monte Morelos ligger 53 meter över havet och antalet invånare är 199.
Terrängen runt Monte Morelos är platt, och sluttar österut. Runt Monte Morelos är det ganska tätbefolkat, med 78 invånare per kvadratkilometer. Närmaste större samhälle är Tihuatlan, 17,5 km väster om Monte Morelos. Trakten runt Monte Morelos består till största delen av jordbruksmark.